# Albertino Bellenghi
Albertino Bellenghi OSBCam (* 23. September 1758 in Forlimpopoli als Filippo Maria Lorenzo Baldassare Bellenghi; † 22. März 1839 in Rom) war ein italienischer Ordensgeistlicher, Theologe und Kurienerzbischof.

## Leben
Seine Eltern waren Francesco Bellenghi und Violante Fiorentini. Bei seiner Taufe erhielt er die Vornamen Filippo Maria Lorenzo Baldassare. Den Ordensnamen Albertino nahm er 1773 an, als er sich im Konvent Santa Croce dell’Avellana der Ordensgemeinschaft der Kamaldulenser anschloss. Die Priesterweihe empfing er am 22. September 1781. Albertino Bellenghi setzte danach seine Studien an der Gregoriana in Rom fort und wurde Dozent der Theologie. Nacheinander war er Professor in den Klöstern Santi Severo ed Ippolito in Faenza und San Severo in Pérouse. 1802 wurde er Abt des Klosters Santa Croce de Sassoferrato, 1803 Abt von Fabriano und 1805 von Santa Croce dell’Avellana.
Als während der napoleonischen Herrschaft die Orden aufgehoben wurden, zog Albertino Bellenghi sich nach Fabriano zurück. Nach der Wiederbelebung des Kamaldulenserordens war er von 1811 bis 1823 Generalvikar und 1823 Generalprokurator seiner Ordensgemeinschaft. Daneben war er ab dem 7. August 1816 Mitglied der Akademie für die katholische Religion, zugleich trat er als Konsultor der Indexkongregation in den Dienst der Kurie. Am 17. Juni 1826 wurde er Konsultor der Kongregation für besondere kirchliche Aufgaben.
Papst Leo XII. ernannte Albertino Bellenghi am 23. Juni 1828 zum Titularerzbischof von Nicosia. Die Bischofsweihe spendete ihm am 13. Juli desselben Jahres sein Ordensbruder Kardinal Placido Zurla; Mitkonsekratoren waren Erzbischof Giovanni Soglia Ceroni sowie Giovanni Maria Mastai-Ferretti, Erzbischof von Spoleto, der spätere Papst Pius IX. Am 1. Oktober 1828 wurde Albertino Bellenghi zum Apostolischen Visitator für die Insel Sardinien bestellt. Zwei Jahre später, am 30. April 1830, ernannte Papst Pius VIII. ihn zum Apostolischen Vikar für das Bistum Forlí, das er bis 1832 verwaltete. Danach zog er sich nach Rom zurück. Sein Mitbruder Gregor XVI. ernannte ihn am 11. September 1834 noch einmal zum Konsultor der Kongregation für die Bischöfe und Regularen.
Albertino Bellenghi starb fünf Jahre später und wurde in der Kirche San Gregorio al Monte Celio beigesetzt.

## Werke
- Osservazioni critiche sui doveri dell’uomo. Forlì 1789.